# Scotogramma auripicta
Scotogramma auripicta är en fjärilsart som beskrevs av Butler 1889. Scotogramma auripicta ingår i släktet Scotogramma och familjen nattflyn. Inga underarter finns listade.